# Medasina plumosa
Medasina plumosa är en fjärilsart som beskrevs av George Francis Hampson 1895. Medasina plumosa ingår i släktet Medasina och familjen mätare. Inga underarter finns listade i Catalogue of Life.